# Tetracen
Das Tetracen, auch Naphthacen, ist ein aromatischer Kohlenwasserstoff. Es setzt die Reihe Benzol, Naphthalin und Anthracen logisch fort, weil es aus vier linear anellierten Benzolringen besteht.

## Eigenschaften

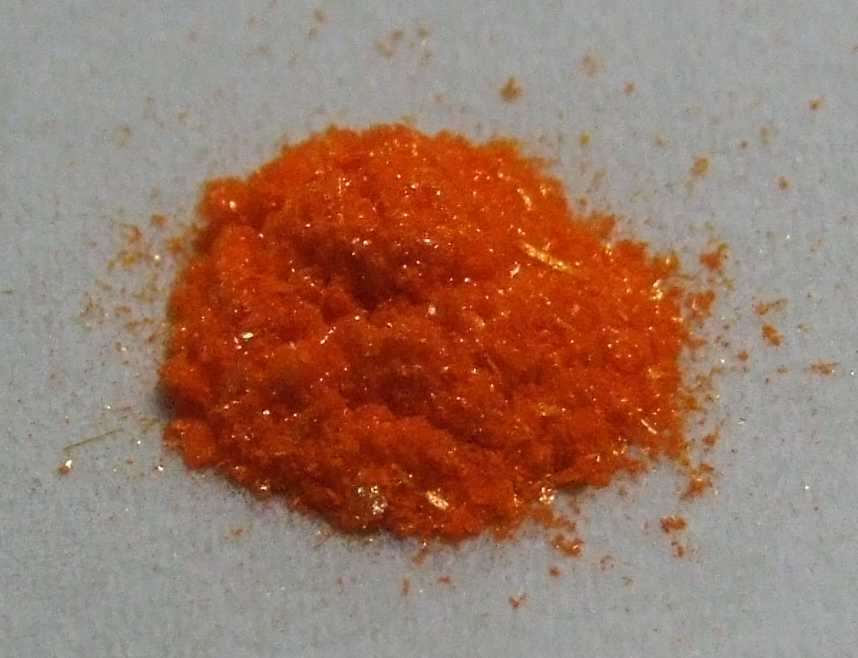
Orangefarbene Blättchen von Tetracen

Die Lösungen von Tetracen fluoreszieren schwach grünlich.

## Darstellung und Vorkommen
Tetracen kann durch Reaktion von Phthalsäureanhydrid mit entsprechenden Naphthalin-Derivaten synthetisiert werden. Ein natürliches Vorkommen ist Steinkohleteer, aus dem es durch Destillation erhalten werden kann.

## Verwendung
Tetracen ist ein organischer Halbleiter und es lassen sich im Bereich der Forschung daraus lichterzeugende organische Feldeffekttransistoren (OFET) herstellen. Eine wirtschaftlich bedeutende Anwendung als optisch aktiver organischer Halbleiter fehlt allerdings.
Tetracen ist weiters Ausgangsprodukt für Farbstoffe, wobei der Weg meist über die Chinone führt. Tetracen ist der Grundkörper des Rubren, der Tetracycline u. a. Antibiotika.

## Verwechslungsgefahr
Tetracen kann vom Namen her leicht mit Tetrazen, einem Derivat der Tetrazene, verwechselt werden, welches hochexplosiv ist.

## Verwandte Verbindungen
In der Reihe der Acene steht Tetracen zwischen Anthracen und Pentacen.